# Deksanabinol
Deksanabinol (HU-211, ETS2101) je sintetički kanabinoidni derivat koji je „neprirodni“ enantiomer potentnog kanabinoidnog agonista HU-210. Za razliku od kanabinoidnih derivata, HU-211 ne deluje kao agonist kanabinoidnog receptora, nego kao NMDA antagonist. On stoga ne proizvodi kanabisu slične efekte, ali je antikonvulsant i neuroprotektivan, te nalazi široku primenu u naučnim istraživanjima. On se takođe izučava za moguću primenu u tretmanu povrede glave, moždanog udara i kancera. Klinička istraživanja su pokazala da je bezbedan.